# Saint-Martin-d'Abbat

Saint-Martin-d'Abbat este o comună în departamentul Loiret din centrul Franței. În 1 ianuarie 2022 avea o populație de 1.825 de locuitori.